# Bitva u mysu Spartivento
Bitva u mysu Spartivento (alias bitva u mysu Teulada) byla jednou z námořních bitev druhé světové války ve Středozemním moři mezi italským a britským námořnictvem. Uskutečnila 27. listopadu 1940 u pobřeží Sardinie.

## Britské síly
Po úspěšném útoku na Tarent se britská admiralita rozhodla přemístit bitevní loď HMS Ramillies a křižníky HMS Berwick a HMS Newcastle z Alexandrie do Gibraltaru ke svazu H. Využila toho že Středozemním mořem proplouval konvoj chráněný svazem H. Svaz K jehož součástí byly kromě Ramillies, Berwick a Newcastle také protiletadlový křižník HMS Coventry a 5 torpédoborců se měl se svazem H setkat severně od mysu Bon. Odtud měly konvoj doprovázet lehké síly na Maltu a potom do Egypta. Svaz H byl složen z letadlové lodě HMS Ark Royal, bitevního křižníku HMS Renown, křižníků HMS Sheffield a HMS Despatch a torpédoborců HMS Encounter, HMS Faulknor, HMS Firedrake, HMS Forester, HMS Gallant, HMS Greyhound, HMS Griffin a HMS Hereward. Jako přímá podpora konvoje pluly křižníky HMS Southampton a HMS Manchester a korvety třídy Flower Peony, Salvia, Gloxinia a Hyacinth.

## Italské síly
Italské námořnictvo se o vyplutí svazu H dozvědělo už 25. listopadu a rozhodlo se ho napadnout. Z Neapole vyplul admirál Inigo Campioni s bitevními loděmi Giulio Cesare a Vittorio Veneto, těžkými křižníky Fiume, Zara, Pola a 10 torpédoborci. Na moři se setkal s druhou skupinou z Messiny pod velením viceadmirála Sansonnettiho tvořenou těžkými křižníky Trento, Trieste a Bolzano a 4 torpédoborci.

## Bitva
Dne 27. listopadu v 11:30 odstartovalo 11 torpédových bombardérů Fairey Swordfish k útoku na Vittorio Veneto. Útok však nebyl úspěšný.
Ve 12:21 začala přestřelka mezi italskými a britskými křižníky. Poté, co se objevil Renown italské křižníky položily kouřovou clonu a začaly ustupovat na sever. Tato přestřelka trvala asi 25 minut a byl při ní poškozen několika zásahy křižník Berwick, který musel opustit formaci a odplouval na jih. Na italské straně byl poškozen torpédoborec Lanciere a bylo ho nutné odvléci do Cagliari. Kromě toho na křižníku Fiume došlo k havárii strojů a proto musel zpomalit a zůstával pozadu.
Těsně před 13. hodinou spatřily italské bitevní lodě britské křižníky a zahájily palbu. Křižníky položily kouřovou clonu a obrátily ke Renownu. Italské bitevní lodě je však nepronásledovaly a tak v 13:10 palba ustala.
Okolo 14. hodiny odstartovalo 7 střemhlavých bombardérů k Fiume a 9 torpédových letadel proti bitevním lodím. Ani jedna skupina nebyla úspěšná. Italské bombardéry přiletěly až tři hodiny po boji a neúspěšně zaútočily na svaz H. Admirál Somerville pak pokračoval podle plánu se spojenými svazy H a K do Gibraltaru.

## Závěr
Ani jedna strana nebyla s výsledkem bitvy spokojena a obě vytýkaly svým admirálům nedostatečnou bojovnost. Somerville musel před vyšetřovací komisi a Campioni byl dokonce nahrazen admirálem Iachinem.